# شباب امرأة (مسلسل)
شباب امرأة هو مسلسل تلفزيوني مصري عُرض في شهر رمضان عام 1446 هـ، من بطولة غادة عبد الرازق، يوسف عمر، محمد محمود، داليا شوقي، عن قصة أمين يوسف غراب، وسيناريو وحوار محمد سليمان عبد المالك، ومن إخراج أحمد حسن.

## قصة المسلسل
تحاول التاجرة المتسلطة (شفاعات) استغلال الشاب الريفي الساذج (إمام) الذي وفد حديثًا إلى القاهرة لإغوائه وإيقاعه في حبها على الرغم من أنه يصغرها سنًا، بينما يسعى كل من حولها إلى إبعاده عن طريقها، لكن يتغير كل شيء عندما يقع في حب فتاة شابة، حينها تشعر (شفاعات) بالغيرة وتخطط للانتقام منه.

## بطولة
- غادة عبد الرازق: (شفعات)
- يوسف عمر: (إمام البلتاجي)
- محمد محمود: (حسبو)
- محمود حافظ: (حامد معروف)
- عمرو وهبة: (سيد)
- جوري بكر: (منار)
- داليا شوقي: (سلوى)
- لينا صوفيا بن حمّان
- حسن أبو الروس: (عجوة)
- رانيا منصور: (غالية)
- يوسف عثمان: (د. حاتم)
- طارق النهري: (مدبولي)

## وصلات خارجية
- شباب امرأة على موقع قاعدة بيانات الأفلام العربية